# Pacties
Pacties (en llatí Pactyas, en grec antic Πακτύας) era un funcionari persa però nadiu de Lídia.
Quan Cir II el Gran va conquerir Lídia l'any 546 aC, el va nomenar recaptador d'impostos del regne. Al retornar Cir a Ecbàtana, Pacties va organitzar la revolta dels lidis contra el governador Tabalos i amb els impostos que havia recaptat va contractar mercenaris i va aconseguir mobilitzar a la gent de la costa. Al front de l'exèrcit així organitzat va avançar cap a Sardes i va assetjar a Tabalos a la ciutadella.
Cir, assabentat del que passava, va enviar un exèrcit dirigit per Mazares. Quan els perses es van acostar, Pacties va fugir a Cime (Cume), i Mazares va enviar un missatger a aquesta ciutat exigint l'entrega del rebel. Els habitants de Cime van preguntar a l'oracle d'Apol·lo a Dídima o Branquídia, que va dir que la ciutat s'havia de rendir. Aristòdic va demanar de consultar l'oracle una segona vegada, ja que Pacties havia arribat a la ciutat com a suplicant, però la resposta va ser la mateixa. Els habitants de la ciutat no volien entregar Pacties en realitat i el van enviar a Mitilene; quan van saber que Mitilene negociava per entregar-lo, van enviar un vaixell a aquesta ciutat que va rescatar a Pacties i el va portar a Quios. Finalment els habitants de Quios el van entregar a canvi de la possessió d'Atarneu, a l'Eòlida.
Els perses el van mantenir en custodia per enviar-lo a Cir, però de la seva sort final, tot i que previsible, no se'n té informació. En parla Heròdot.